# متروی ورشو
متروی ورشو (انگلیسی: Warsaw Metro) سامانه قطار شهری زیرزمینی در شهر ورشو، لهستان است.
این مترو که در سال ۱۹۹۵ تأسیس شده، دارای ۲ خط، ۲۷ ایستگاه و ۲۹ کیلومتر طول می‌باشد.

## نقشه

## نگارخانه

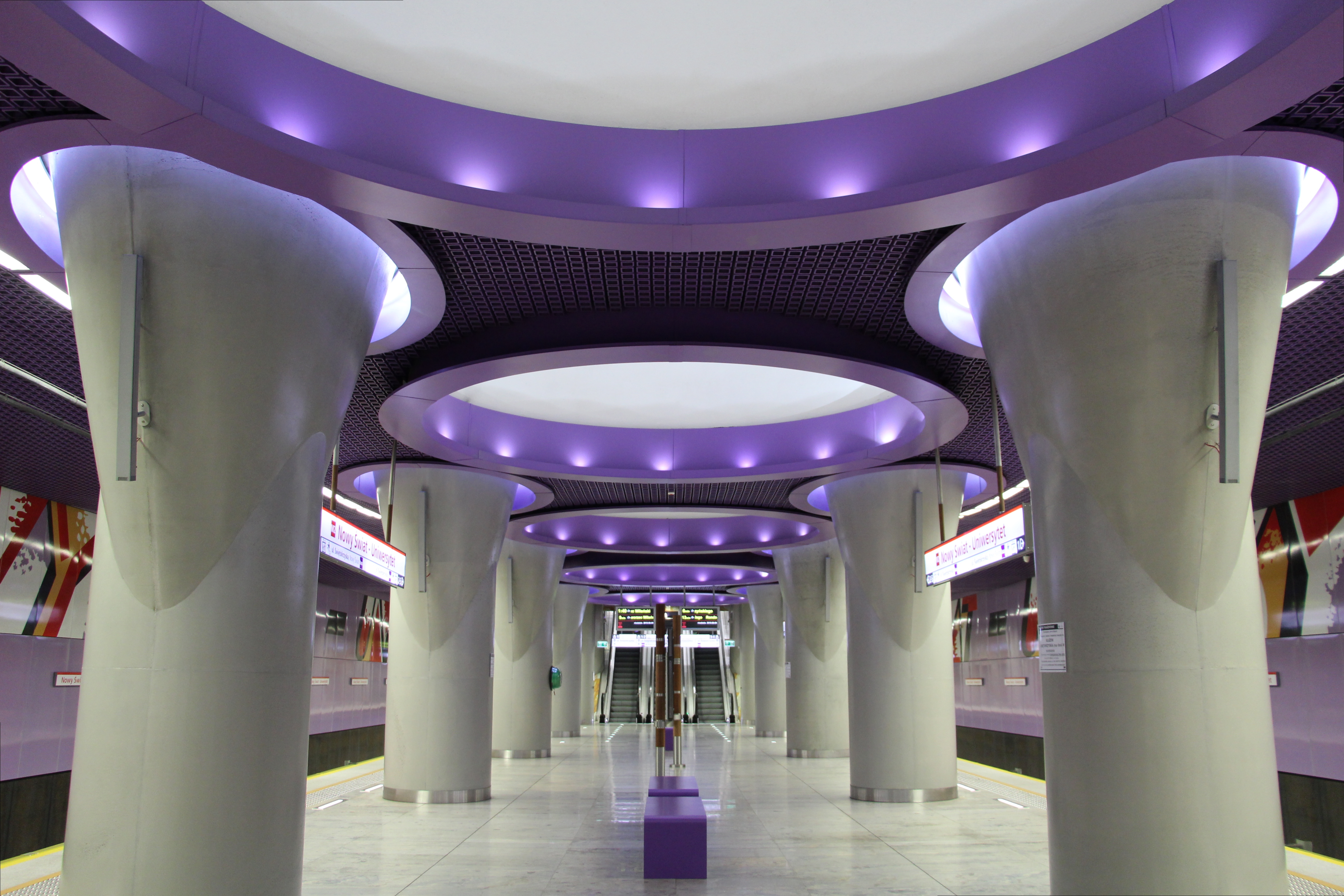
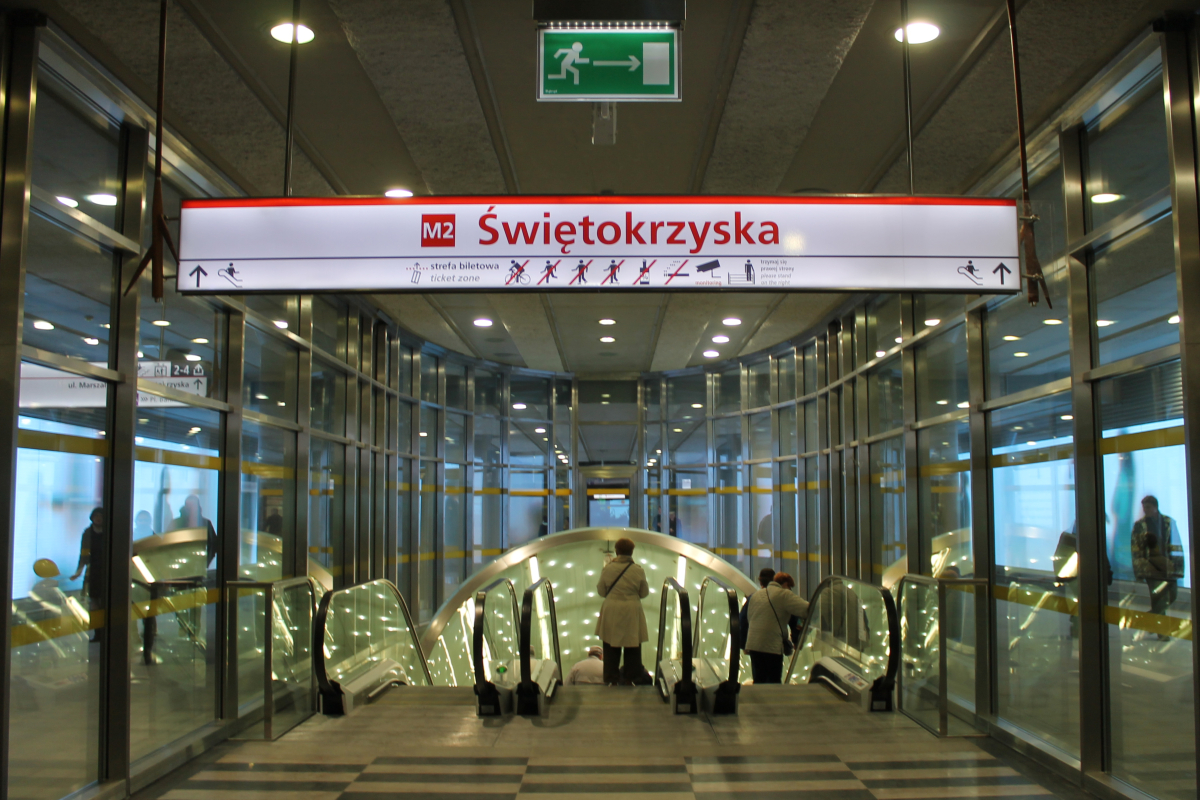
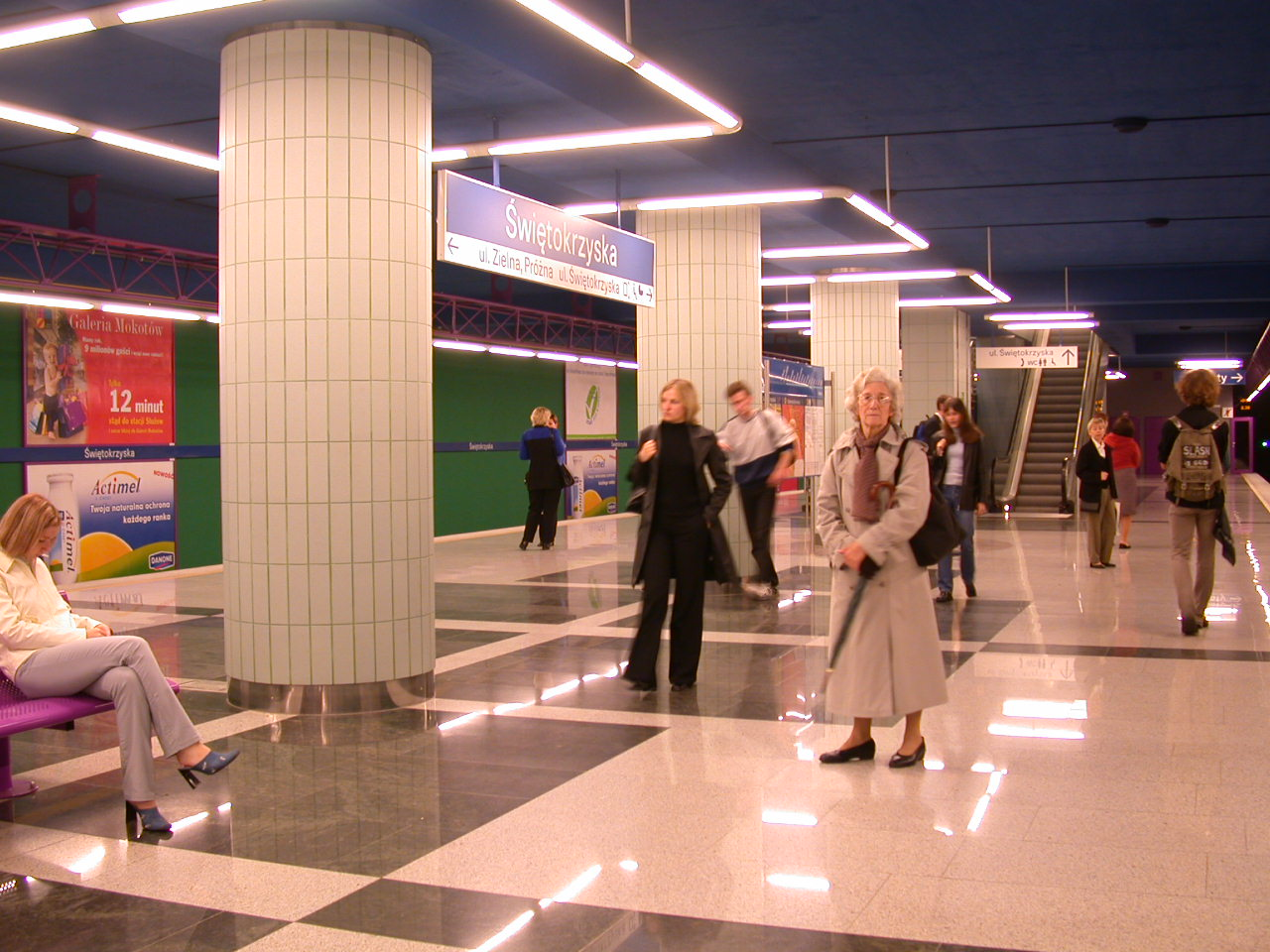
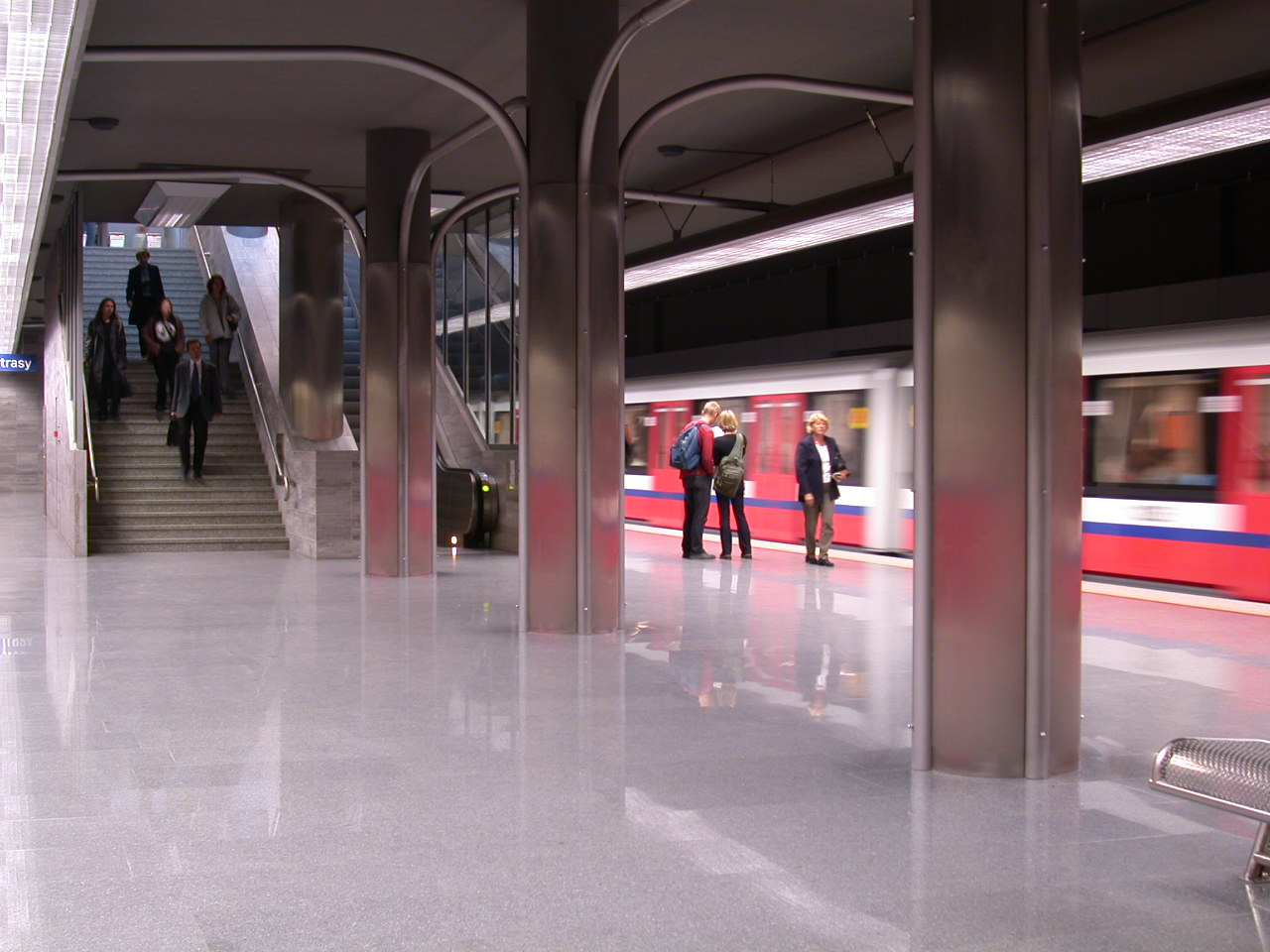
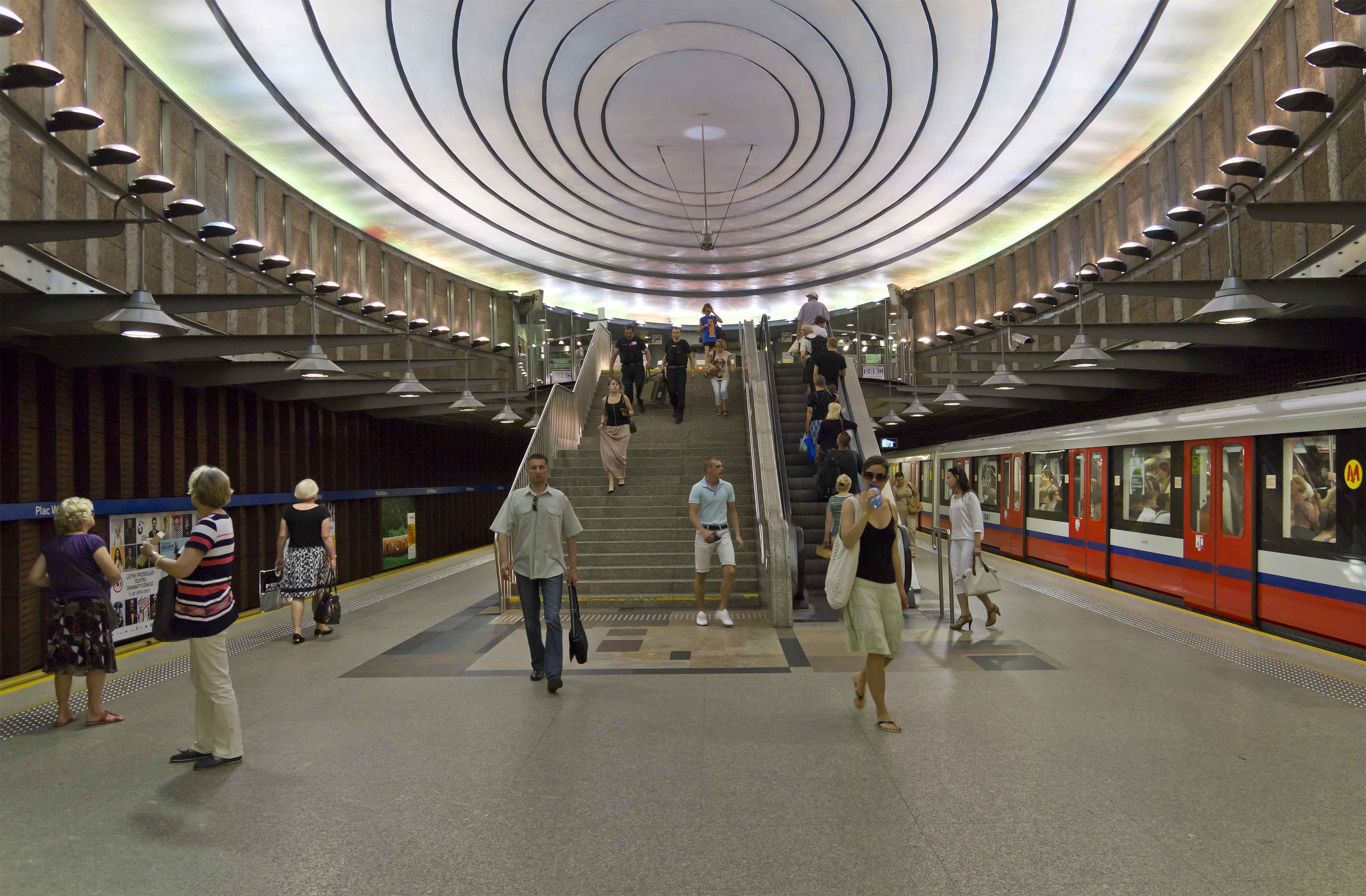
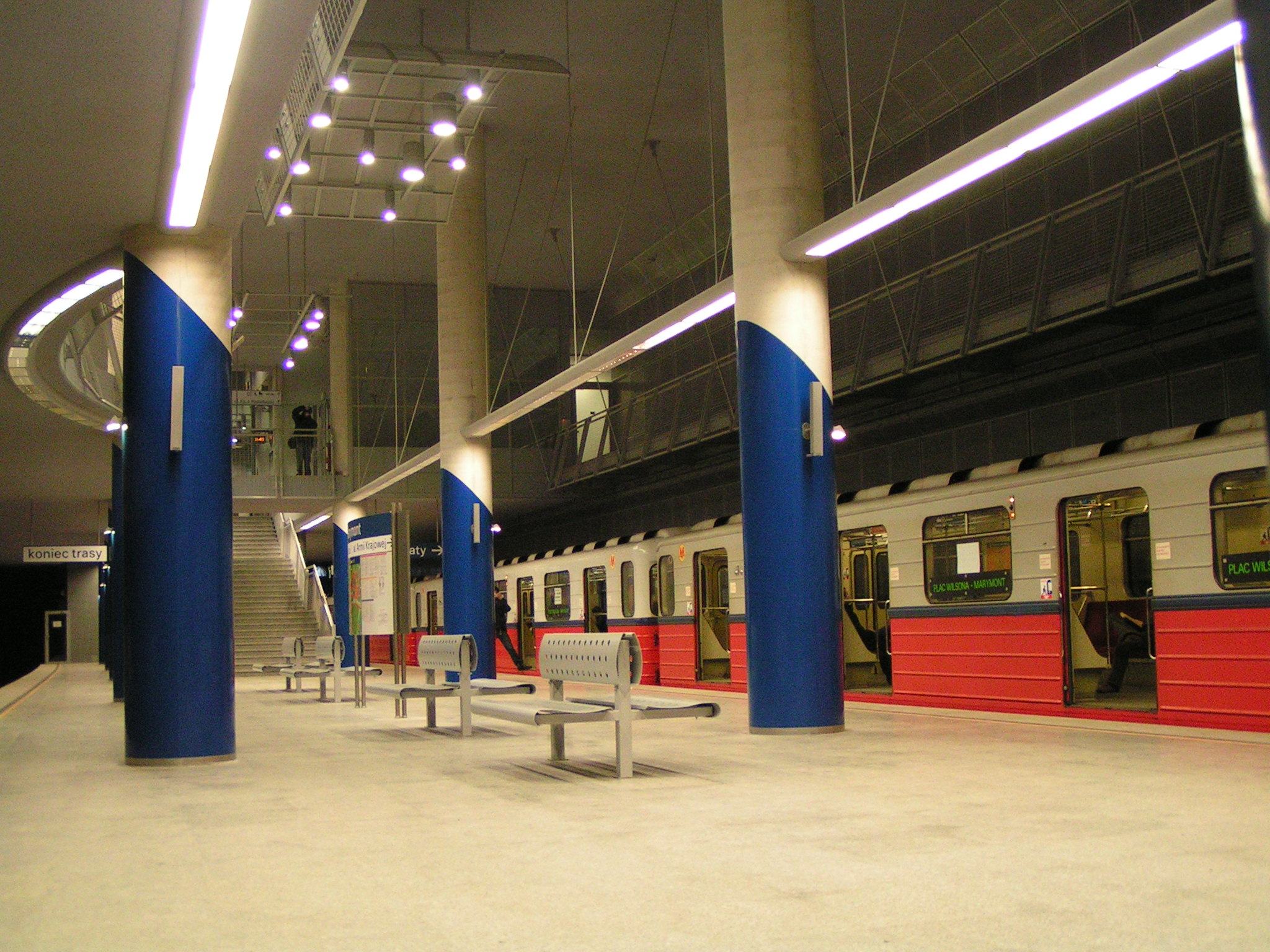

## خطوط
| خط | سال آغاز ساخت | سال افتتاح کامل | طول (km)      | تعداد کل ایستگاه‌ها | وضعیت           |
| -- | ------------- | --------------- | ------------- | ------------------ | --------------- |
| ۱  | ۱۹۹۵          | ۲۰۰۸            | ۲۲٫۷          | ۲۱                 | ۲۱ ایستگاه فعال |
| ۲  | ۲۰۱۵          | نامعلوم         | ۳۲            | ۲۱                 | ۱۳ ایستگاه فعال |
| ۳  | در حال مطالعه | در حال مطالعه   | در حال مطالعه | در حال مطالعه      | در حال مطالعه   |
| کل | ۱۹۹۵          | نامعلوم         | ۵۲٫۷          | ۴۲                 | ۳۴ ایستگاه فعال |